# حاج محمد ليجنهاوزن
الحاج محمد ليجنهاوزن (من مواليد 3 مايو 1953) هو فيلسوف أمريكي وأستاذ الفلسفة في معهد الإمام الخميني التربوي والبحثي.

## حياته
اعتنق الإسلام سنة 1983م. وقد ألف كتاباً بعنوان " الإسلام والتعددية الدينية" دعا فيه إلى "التعددية الدينية غير الاختزالية". كان من دعاة الحوار بين الأديان، ويخدم في المجلس الاستشاري لجمعية الدراسات الدينية في قم. حصل على درجة الدكتوراه في الفلسفة من جامعة رايس (1983).
قام بتدريس فلسفة الدين والأخلاق ونظرية المعرفة في الأكاديمية الإسلامية الإيرانية للفلسفة من عام 1990 إلى عام 1994. ومنذ عام 1996 يدرس الإسلام ويدرس الفلسفة الغربية والمسيحية في مؤسسة الإمام الخميني للتعليم والبحث في إيران. وهو أيضًا عضو مؤسس في الهيئة الاستشارية لمركز الدراسات الشيعية في قم، وعضو في الهيئة العلمية لمركز حقوق الإنسان في جامعة المفيد في قم.
نشأ كاثوليكيًا، وتخلى عن الدين بعد وقت قصير من بدء دراسته الأكاديمية في جامعة ولاية نيويورك في ألباني. وفي عام 1979 تعرف على الإسلام من خلال طلاب مسلمين في جامعة جنوب تكساس، حيث قام بالتدريس فيها من عام 1979 إلى عام 1989. وبعد أن تعرف على الإسلام الشيعي اعتنق الإسلام.